# Lai Bâng
Thóng Lai Bâng (sinh ngày 16 tháng 9 năm 2001 tại Thành phố Hồ Chí Minh), thường được biết đến với biệt danh Lai Bâng, Bângg, Bánh, Lai Bánh, hay Thóng "Bângg" Lai Bâng, là vận động viên thể thao điện tử chuyên nghiệp bộ môn đấu trường trận chiến trực tuyến Liên Quân, cựu tuyển thủ quốc gia Việt Nam bộ môn Liên Quân tham dự Đại hội Thể thao Đông Nam Á 2021, đội trưởng đội tuyển thể thao điện tử Saigon Phantom. Từng được xem là "thần đồng" của tựa game Liên Quân tại Việt Nam, anh được đánh giá là một trong những game thủ Liên Quân hàng đầu thế giới và là một trong những người chơi đi rừng xuất sắc nhất bộ môn này ở Việt Nam.
Cùng với các đồng đội của mình tại Saigon Phantom, anh đã có 5 chức vô địch Đấu trường Danh vọng, trong đó có 4 chức vô địch liên tiếp, với 2 lần được chọn làm FMVP của giải đấu. Anh cũng vinh dự ba lần góp mặt trong đội hình xuất sắc nhất của các giải đấu Liên Quân cấp độ quốc tế. Đỉnh cao sự nghiệp của tuyển thủ này là chức vô địch thế giới APL 2023 được tổ chức tại Thái Lan, nơi anh vinh dự trở thành FMVP của giải đấu.

## Tiểu sử
| “          | Tôi cảm thấy rất hạnh phúc vì trở thành game thủ chuyên nghiệp. Đôi lúc, thất bại, áp lực dư luận, danh hiệu khiến tôi mệt mỏi. Nhưng từ đó, tôi lại hiểu thêm về bản thân, về sự cạnh tranh và về giới eSports. | ” |
| — Lai Bâng | |   |

Lai Bâng sinh ngày 16 tháng 9 năm 2001 trong một gia đình gốc Hoa tại Thành phố Hồ Chí Minh. Nhận thấy niềm đam mê với trò chơi điện tử ngay từ khi còn nhỏ, năm lớp 10, Bâng đã quyết định nghỉ học và tập trung hoàn toàn vào việc theo đuổi sự nghiệp thể thao điện tử chuyên nghiệp. Thành công bước đầu của anh là thành tích 6 lần đạt danh hiệu top 1 server Liên Quân Việt Nam, 3 lần top 1 server Liên Quân Đài Loan và vô địch hầu hết các giải đấu bán chuyên. Điều đó khiến Bâng được cộng đồng Liên Quân Việt Nam chú ý từ sớm. Trước khi bắt đầu sự nghiệp thi đấu chuyên nghiệp, anh từng có một thời gian tham gia cày thuê xếp hạng Liên Quân và là một streamer với một lượng người xem đông đảo. Với kỹ năng xuất sắc, anh được nhiều người đặt cho biệt danh "thần đồng".

## Sự nghiệp

### 2020
Tháng 3 năm 2020, Lai Bâng bắt đầu sự nghiệp thi đấu chuyên nghiệp của mình trong màu áo đội tuyển Saigon Phantom sau một năm bị cấm thi đấu vì tham gia cày thuê xếp hạng. Ngay trong mùa giải đầu tiên thi đấu, anh đã để lại nhiều ấn tượng với nhiều pha thi đấu xuất sắc, đưa Saigon Phantom đến trận chung kết Đấu trường Danh vọng mùa Xuân 2020 và chỉ chịu thua trước đội tuyển vô địch mùa giải đó là Team Flash. Trong khuôn khổ loạt trận Showmatch 1vs1 – The Solo God của Chung kết Đấu trường Danh vọng mùa Xuân 2020, Lai Bâng đã lọt vào trận chung kết và chỉ để thua trước tuyển thủ ADC đang có phong độ cao với tỉ số 1-2. Tại giải đấu Arena of Valor Premier League 2020 tổ chức vào tháng 7, đội tuyển Saigon Phantom và Lai Bâng đã lọt vào đến tứ kết.
Đấu trường Danh vọng mùa Đông 2020 chứng kiến một Lai Bâng thi đấu bùng nổ khi giành danh hiệu MVP của giải, qua đó gián tiếp giúp Saigon Phantom vô địch sau thắng lợi  4-1 trước Box Gaming tại chung kết. Tại giải đấu Arena of Valor International Championship 2020 tổ chức vào cuối năm, Saigon Phantom của Lai Bâng đã lọt vào chung kết gặp đội tuyển MAD Team của Đài Loan, tuy nhiên họ không thể làm nên bất ngờ và giành ngôi á quân sau thất bại 2-4. Mặc dù thất bại, cá nhân Lai Bâng có lần đầu tiên lọt vào đội hình xuất sắc nhất giải đấu.

### 2021
Tại Đấu trường Danh vọng mùa Xuân 2021, Saigon Phantom lại bị Team Flash đánh bại với tỉ số 0-4 và chấp nhận về nhì. Tại giải đấu vô địch thế giới Arena of Valor World Cup 2021, Saigon Phantom cùng Team Flash và V Gaming là 3 đại diện của Việt Nam tham dự giải. Saigon Phantom đã đánh bại V Gaming để trở thành đại diện duy nhất còn sót lại của Việt Nam đi tiếp tại giải đấu. Tuy nhiên do chênh lệch trình độ Saigon Phantom đã thua 0-4 trước MOP qua đó xếp thứ 3 chung cuộc. Mặc dù Saigon Phantom chỉ xếp ở vị trí thứ ba chung cuộc nhưng cá nhân Lai Bâng đã có lần thứ 2 lọt vào đội hình xuất sắc nhất giải đấu với danh hiệu MVP ở vị trí đi rừng với số mạng hạ gục cao nhất giải đấu.
Tại Đấu trường Danh vọng mùa Đông 2021, Saigon Phantom đánh bại V Gaming sau 7 ván đấu với tỉ số 4-3, qua đó có lần thứ 3 đăng quang tại giải đấu cấp quốc nội. Anh cũng có lần đầu tiên đạt danh hiệu FMVP của giải. Tại giải đấu Arena of Valor International Championship 2021 tổ chức cuối năm, Saigon Phantom dừng bước ở bán kết sau thất bại 3-4 trước dtac Talon. Giải đấu solo 1v1 bên lề Arena of Valor International Championship 2021, Lai Bâng đã xuất sắc vượt qua 14 tuyển thủ từ nhiều đội tuyển khác để lên ngôi vô địch với số tiền thưởng 10.000 đô la Mỹ.

### 2022
—Nhà báo Trương Anh Ngọc
Tại Đấu trường Danh vọng mùa Xuân 2022, Lai Bâng và Saigon Phantom bảo vệ thành công chức vô địch của mình sau chiến thắng 4-0 trước V Gaming. Qua đó nâng tổng số lần lên ngôi vô địch của đội tuyển này lên con số 4 lần. Cá nhân Lai Bâng có lần thứ 3 vô địch trong màu áo Saigon Phantom. Vòng tuyển chọn SEA Games 31 tổ chức vào tháng 3, Saigon Phantom dưới sự dẫn dắt của đội trưởng Lai Bâng đã giành chiến thắng trước V Gaming để trở thành đại diện của đội tuyển Liên Quân Việt Nam tranh tài tại kỳ SEA Games tổ chức tại Hà Nội. Tuy nhiên, đội tuyển Saigon Phantom chỉ giành được huy chương bạc sau khi để thua đội tuyển Liên quân Thái Lan, với nòng cốt là đội tuyển Talon trong trận chung kết với tỉ số 1-4. Kỳ Arena of Valor International Championship 2022 tổ chức giữa năm chứng kiến một Saigon Phantom thi đấu không thành không khi phải dừng bước ngay tại vòng bảng.
Vượt qua những thất bại liên tiếp vào giữa năm, Lai Bâng đã xuất sắc quay trở lại, giúp Saigon Phantom chiến thắng trong trận chung kết Đấu trường Danh vọng mùa Đông 2022 với tỉ số 4-3, qua đó cân bằng thành tích 5 lần vô địch quốc nội của Team Flash. Riêng cá nhân Lai Bâng, anh có lần thứ hai giành danh hiệu FMVP của giải. Thành tích này giúp anh lọt vào đội hình xuất sắc nhất liên khu vực. Kỳ Arena of Valor Premier League 2022 tổ chức vào cuối năm tại Thành phố Hồ Chí Minh, Việt Nam, Saigon Phantom và Lai Bâng đã xuất sắc đánh bại những đối thủ rất mạnh để tiến vào trận chung kết. Anh đặc biệt gây ấn tượng với cú Mega Kill (hạ gục liên tiếp 5 mạng) trong trận đấu với Bruriram United Esports. Mặc dù vậy, anh và các đồng đội không thể tạo ra bất ngờ và để thua Bacon Time với tỉ số 1-4 ở trận chung kết.

### 2023
Đấu trường Danh vọng mùa Xuân 2023 chứng kiến sự bùng nổ của Lai Bâng khi vượt qua ADC để trở thành tuyển thủ có nhiều danh hiệu MVP nhất lịch sử giải đấu. Anh đạt được thành tích này chỉ sau 6 mùa giải thi đấu chuyên nghiệp, vượt xa thành tích mà ADC đạt được trong 9 mùa giải thi đấu chuyên nghiệp. Chưa dừng lại ở đó, anh và các đồng đội còn thiết lập kỉ lục lần thứ sáu vô địch Đấu trường Danh vọng với chiến thắng 4-2 trước V Gaming trong trận chung kết tổng, qua đó đưa Saigon Phantom trở thành đội tuyển giàu thành tích và truyền thống nhất trong lịch sử Liên Quân Việt Nam. Kỳ Arena of Valor Premier League 2022 tổ chức vào giữa năm tại Thái Lan tiếp tục chứng kiến phong độ thăng hoa của Lai Bâng. Anh và các đồng đội đã đánh bại đội đương kim vô địch của giải là Bacon Time với tỉ số 4-1 để có lần đầu tiên cùng Saigon Phantom lên ngôi tại một giải đấu quốc tế. Riêng Lai Bâng cũng có lần đầu tiên đạt danh hiệu FMVP của một giải đấu quốc tế. Anh cũng có lần thứ ba lọt vào đội hình xuất sắc nhất của một giải đấu quốc tế.

## Cuộc sống cá nhân
Lai Bâng có bạn gái là Huyền Trang biệt danh là Six. Cả hai được cho là bắt đầu hẹn hò từ năm 2017. Cô sinh năm 2000, từng là sinh viên của Trường Đại học FPT. Ngoài ra, Lai Bâng còn là bạn thân của cựu tuyển thủ ADC.

## Thành tích

### Thành tích tập thể

#### Thành tích trong nước
- Á quân Đấu trường Danh vọng mùa Xuân 2020
- Vô địch Đấu trường Danh vọng mùa Đông 2020
- Á quân Đấu trường Danh vọng mùa Xuân 2021
- Vô địch Đấu trường Danh vọng mùa Đông 2021 (FMVP)
- Vô địch Đấu trường Danh vọng mùa Xuân 2022
- Vô địch Đấu trường Danh vọng mùa Đông 2022 (FMVP)
- Vô địch Đấu trường Danh vọng mùa Xuân 2023
- Vô địch Đấu trường Danh vọng mùa Đông 2023

#### Thành tích quốc tế
- Á quân Arena of Valor International Championship 2020
- Hạng ba Arena of Valor World Cup 2021
- Huy chương bạc SEA Games 31
- Á quân Arena of Valor Premier League 2022
- Vô địch Arena of Valor Premier League 2023 (FMVP)

### Thành tích cá nhân

#### Thành tích thi đấu
- Vô địch giải solo 1v1 Arena of Valor International Championship 2021

#### Vinh danh
- WeChoice Awards 2020: Top 10 Game thủ/Streamer của năm.[49]
- Vietnam GameVerse 2023: Người chơi có thành tích xuất sắc.[50]
- Vietnam GameVerse 2024: Vận động viên Thể thao điện tử xuất sắc.[51]